# 耶馬溪線
耶馬溪線（日语：／ Yabakei sen */?）是一條連接大分縣中津市中津站至大分縣下毛郡山國町（現時：中津市）守實溫泉站之間，由大分交通營運的鐵路線。當地人以「耶鐵」來稱呼此線。
在1913年（大正2年），耶馬溪鐵道開業，之後便成為大分交通的鐵路線。鐵路線沿山國川而建，沿線經過青之洞門、羅漢寺與守實溫泉等觀光景點。在1970年代，由於沿線的民居減少使客量下降，加上附近開設了道路，以及國鐵中津站高架化（1977年（昭和52年）完成）工程中，國鐵要求大分交通分擔部分工程費用，使大分交通提出廢止鐵路線，改由巴士替代服務的方針。最後在1975年（昭和50年）全線廢止。

## 路線資料
- 路線長度（營業距離）：中津－守實溫泉 36.1公里
- 軌距：1067毫米
- 站數：21個（包括起終點）
- 複線路段：沒有（全線單線）
- 電氣化路段：沒有（全線非電氣化）
- 閉塞方式：電氣路籤（牌）閉塞

## 運行形態
在1971年（昭和46年），一日中行走中津 - 守實溫泉之間，下行線開出6班，上行線開出8班，中津 - 耶鐵柿坂之間開出2班來回，中津 - 洞門之間開出2班來回。另外在平日中，會有行走中津 - 大貞公園的區間列車。

## 歴史
- 1913年（大正2年）12月26日 耶馬溪鐵道中津站至樋田站（後來為洞門站）之間開業，當時軌距為762mm。
- 1914年（大正3年）12月11日 樋田站至柿坂站（後來為深耶馬，再之後為耶鐵柿坂）之間開業。
- 1920年（大正9年）12月16日 諫山站開業。
- 1924年（大正13年）6月16日 柿坂站至守實站（後來為守實溫泉）之間開業，全線開通。
- 1929年（昭和4年）8月24日 全線軌距由762mm改為1,067mm。
- 1944年（昭和19年）
  - 3月1日 大貞公園站向上之原站遷移約800m，同時大貞公園站附近開設神戶製鋼所中津工廠（後來為中津鋼板）的專用線。
  - 10月25日 中津站至大貞公園站之間的古城站廢止，同時，兩站之間開設了八幡前站。
- 1945年（昭和20年）4月20日 別府大分電鐵、國東鐵道、耶馬溪鐵道、宇佐参宮鐵道、豐州鐵道（前身為日出生鐵道）、別杵自動車合併，成為大分交通。此線名為大分交通耶馬溪線。
- 1961年（昭和36年）2月15日 江渕站開業。
- 1966年（昭和41年）4月 中津鋼板工廠結業，專用線同時廢止。
- 1971年（昭和46年）10月1日 野路站至守實溫泉站之間 (25.7km) 廢止。
- 1975年（昭和50年）10月1日 中津站至野路站之間 (10.4km) 廢止。

## 車站列表
連接路線和位置是參照當時的資料。
中津－八幡前（はちまんまえ）－大貞公園－上之原－諫山－真坂－野路－洞門－羅漢寺－冠石野（かぶしの）－耶馬溪平田－津民－耶鐵柿坂－下鄉－江渕－中摩－白地－宇曾－守實溫泉

## 連接路線
- 中津站：國鐵日豐本線

## 現存、保存車輛
- Kiha102/かわせみ（中津市萬田、汽車Poppo飯堂）
- Kiha104/せきれい（中津市萬田、汽車Poppo飯堂）
- Kiha601/やまびこ（中津市萬田、汽車Poppo飯堂）
- Kiha602/しおかぜ（中津市萬田、汽車Poppo飯堂）
- Kiha603/かじか（和歌山縣御坊市、紀州鐵道）
- Kiha604/なぎさ（和歌山縣御坊市、紀州鐵道）
- Hanifu22（中津市萬田、汽車Poppo食堂）
- Hafu25（汽車Poppo飯堂 → 北九州市門司區九州鐵道記念館）
- Hafu27（中津市本耶馬溪町 → 解體）

## 文化財產
- 前耶馬溪鐵道一號厚瀬隧道
- 前耶馬溪鐵道二號厚瀬隧道
- 前耶馬溪鐵道平田站舍